# Atilio López
Higinio Atilio López Riveros (* 5. Februar 1925 in Coronel Martínez; † 14. Juli 2016) war ein paraguayischer Fußballspieler und späterer -trainer. Der Stürmer nahm mit der Nationalmannschaft seines Heimatlandes an der Weltmeisterschaft 1950 in Brasilien teil und wurde bei 1953 Südamerikameister.

## Karriere

### Verein
Atilio López begann seine Profikarriere 1943 bei Guaraní, mit dem er 1949 paraguayischer Meister wurde. Im Jahr 1950 wechselte er ins Ausland und kehrte 1962 zu seinem Karriereausklang in sein Heimatland zurück. Von 1950 bis 1952 spielte er beim kolumbianischen Verein Boca Juniors de Cali, 1953 und von 1956 bis 1957 beim peruanischen Klub Atlético Chalaco. Von 1953 bis 1956 stand er in Europa bei Atlético Madrid unter Vertrag. Nach seiner Rückkehr nach Südamerika lief er zudem für Grêmio FBPA und SD Aucas auf.
Nach seiner aktiven Karriere war er als Trainer bei verschiedenen Vereinen tätig. In der höchsten Spielklasse Paraguays trainierte er Sportivo Luqueño, Guaraní and Libertad. Zudem war er von 1967 bis 1968 an der Seitenlinie des kolumbianischen Vereins Atlético Bucaramanga.

### Nationalmannschaft
López bestritt im Mai 1950 sein erstes Länderspiel beim Freundschaftsspiel gegen Brasilien. Anschließend wurde er in den Kader Paraguays für die Weltmeisterschaft 1950 berufen und bestritt die beiden Partien gegen Schweden und Italien. Beim 2:2-Unentschieden gegen Schweden erzielte er in der 32. Spielminute den 1:2-Anschlusstreffer, schied aber mit der Albirroja in der Gruppenphase aus.
Beim Campeonato Sudamericano 1953 in Peru bestritt er alle sieben Turnierspiele für sein Team und wurde Südamerikameister.  Nach der Gruppenphase, in der er gegen Uruguay und im letzten Spiel gegen Brasilien getroffen hatte, kam es zum Entscheidungsspiel gegen das punktgleiche Brasilien. Dort erzielte López beim 3:2-Erfolg den zwischenzeitlichen 3:0-Treffer, der Paraguay zum Südamerikameister krönte. Mit diesem Triumph beendete er seine Laufbahn als Nationalspieler.

## Erfolge
Guaraní
- Paraguayischer Meister: 1949

Nationalmannschaft
- Südamerikameister: 1953